# Cryptops stabilis
Cryptops stabilis – gatunek parecznika z rzędu skolopendrokształtnych i rodziny Cryptopidae.
Gatunek ten opisany został po raz pierwszy w 1944 roku przez Ralpha V. Chamberlina. Jako miejsce typowe wskazano stoki stratowulkanu Malabar w Indonezji. Współcześnie klasyfikowany jest w podrodzaju nominatywnym rodzaju Cryptops. W jego obrębie zalicza się on do grupy gatunków C. hortensis, charakteryzującej się brakiem szwu poprzecznego przedniego na pierwszym tergicie przy jednoczesnym braku piłkowania na udzie ostatniej pary odnóży. Do grupy tej należą także C. basilewskyi, C. brignolii, C. covertus, C. daszaki, C. decoratus, C. hortensis, C. inermipes, C. lobatus, C. mauritianus, C. melanotypus, C. nigropictus, C. parisi, C. songi.
Parecznik ten osiąga około 11 mm długości ciała. Ubarwienie płytki grzbietowej głowy i pierwszego tergitu tułowia jest u niego pomarańczowe, natomiast pozostała część tułowia jest brązowa wskutek obecności ciemnej pigmentacji pod oskórkiem. Zarówno płytka głowowa jak i wszystkie tergity tułowia pozbawione są szwów paramedialnych. Czułki mają na członie pierwszym i drugim długie szczecinki, na trzecim szczecinki długie i krótkie, a na pozostałych gęsto rozmieszczone szczecinki krótkie i nieregularną obręcz ze szczecinek dłuższych u podstawy członu. Płaty boczne wargi górnej pozbawione są wcięć, wskutek czego warga ta jest jednozębna. Szczękonóża mają owalne ujścia gruczołów jadowych. Coxosternum szczękonóży ma przedni brzeg nie podzielony na dwa płaty, lecz szeroko uwypuklony, w jego sąsiedztwie leżą dwie pary małych i dwie pary dużych szczecin submarginalnych. Pierwszy segment tułowia nie ma szwu poprzecznego przedniego na tergicie. Boczne szwy półksiężycowate występują na tergitach od trzeciego do osiemnastego. Pory koksopleuralne występują w liczbie od 14 do 16, formując pozbawione szczecinek pole zajmujące 54–64% powierzchni koksopleury. Odnóża kroczne par od pierwszej do dziewiętnastej mają niepodzielone stopy. Odnóża kroczne par od pierwszej do dwudziestej mają na przedstopiach bardzo drobne ostrogi dodatkowe. Ostatnia, zmodyfikowana para odnóży ma piłkę złożoną z 6 ząbków na goleni i piłkę złożoną z 3 ząbków na stopie. Jej przedudzie jest natomiast pozbawione piłki, za ma pośrodku podłużne pasmo nagiego, wygładzonego oskórka.
Wij ten jest endemitem indonezyjskiej wyspy Jawa, znanym tylko z lokalizacji typowej.